# Alte Messe Leipzig

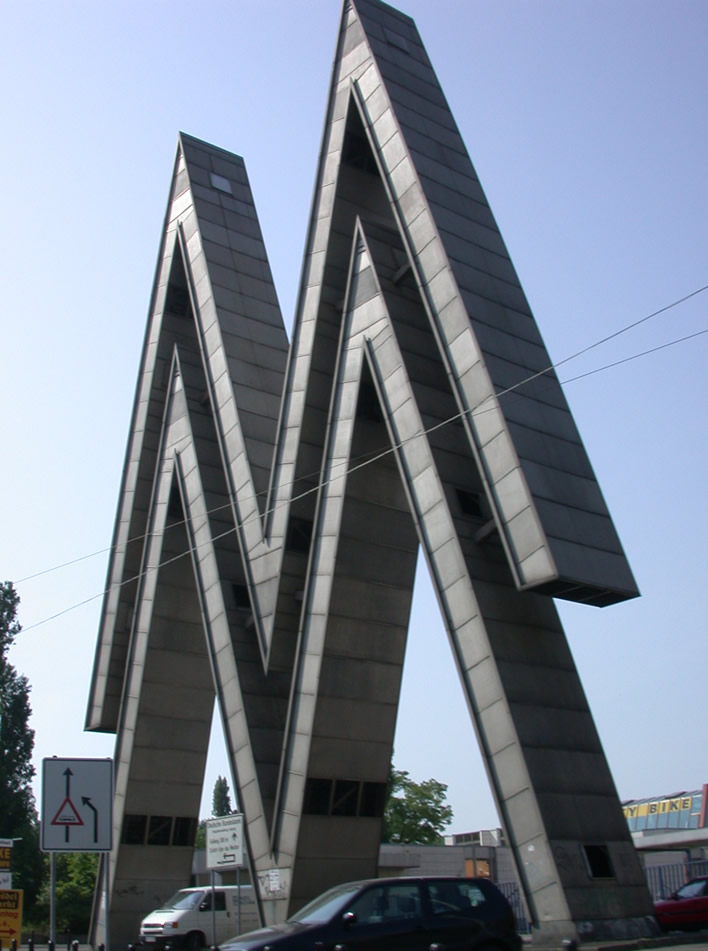
Leipzigmässans logotyp på Alte Messe Leipzig. De dubbla M:en står för Muster Messe (provmässa) och var logo för Leipziger Messe vid den gamla mässans östra port, vid Osttor.

Alte Messe Leipzig, Gamla mässan i Leipzig,  är det tidigare mässområdet i Leipzig som 1920-1991 användes som plats för Leipzigmässans tekniska mässa. Idag håller området på att omgestaltas till ett företags- och handelsområde.